# Paleozoogeografia
Paleozoogeografia – dział paleobiogeografii zajmujący się rozmieszczeniem organizmów zwierzęcych na Ziemi w minionych epokach geologicznych.